# Costectomie
La costectomie est une opération chirurgicale consistant en l'ablation partielle (résection) ou totale d'une ou plusieurs côtes ; alors que la costotomie est la section simple de côtes pour une meilleure voie d'accès à la cavité thoracique.

## Étymologie
Le terme costectomie est issu du préfixe cost- (du latin costa "côte") et du suffixe -ectomie (du grec ektomê "ablation").  

## Indications
Cette opération est engagée pour le traitement de certaines maladies ou chirurgies, localisées sur la zone thoracique : 
- Hernies discales [1] ;
- Scoliose idiopathique[2] ;
- Tumeur costale[3] ;
- Chirurgie rachidienne[1] ;
- Beaucoup plus rarement, l'hémangiome osseux costal[4].
- Syndrome du défilé thoraco-brachial

## Techniques
La costectomie est intégrée dans les opérations d'exérèse au niveau thoracique, lorsque la maladie touche les côtes ou peut entraîner une propagation via les os de la cage. 
On parle de costotomie, si la section ne consiste qu'à accéder aux organes internes (poumons, cœur). Elle est généralement pratiquée en médecine légale, pour des autopsies, afin de pouvoir atteindre plus facilement les organes de la cage thoracique.
Dans les deux cas, un outil est utilisé pour couper les côtes : une cisaille puissante dénommée costotome de Bethune, inventé par le Canadien Henry Norman Bethune entre 1929 et 1936.